# 马扎尔泰莱克
马扎尔泰莱克（匈牙利語：Magyartelek）是匈牙利巴兰尼亚州所辖的一个村。总面积6.84平方公里，总人口218，人口密度31.9人/平方公里（2011年1月1日）。